# Adrian Bărar
Adrian Armand Bărar (n. 15 ianuarie 1960, Timișoara, Republica Populară Română – d. 8 martie 2021, Timișoara, România) a fost un chitarist, compozitor, textier și producător muzical român. Este fondatorul formației române de muzică rock, Cargo.

## Biografie
Artistul s-a născut în data de 15 ianuarie 1960, la Timișoara. De la vârsta de 9 ani începe să cânte la chitară. Timp de 4 ani urmează un curs de chitară clasică unde primește  primele noțiuni aprofundate despre muzică. Deși se afirmă și dobândește notorietate ca și chitarist, prima experiență muzicală o are cu o trupă de cartier unde activează ca toboșar. Influențele muzicii blues si rock îl determină ca la vârsta de 14 să înființeze  prima formație, de data asta cântând la chitară.
În încercarea de a se face înțeles și de a fi cât mai aproape de public, abordează un stil propriu și astfel în anul 1985 pune bazele formației Cargo, care ulterior va face istorie în rock-ul românesc. În viziunea sa  numele trupei trebuia să exprime greutate, încărcătură, să fie format din puține litere și să aibă sens și în alte limbi de circulație internațională. Pe lângă creațiile Cargo, Adi Bărar are o activitate vastă compozițională compunând atât pentru diferiți artiști, cât și muzică de film, generice și scurt metraje.

## Decesul
În data de 26 februarie 2021, pagina oficială de Facebook a formației Cargo anunța că Bărar este internat în secția de terapie intensivă a Spitalului Județean din Timișoara, ca urmare a infecției cu virusul SarS-CoV-2. Postarea comunica că „Starea lui de sănătate, [sic] este mai fragilă decât ne-am fi putut închipui, obișnuiți fiind cu un Adi cu o constituție fizică puternică”.
A decedat la Spitalul Clinic Județean de Urgență "Pius Brînzeu" Timișoara, în data de 8 martie 2021, la vârsta de 61 de ani.

## Adi Bărar Band
Fiind un mare admirator al muzicii blues, în anul 2009 pune bazele unui proiect de suflet „Adi Bărar Band” (ABB). Alături de Kombell Cramba (chitară bas) și Cristi Rațiu ”Aciduțu” (tobe), în anul 2017 imprimă și primul material muzical care se intitulează „Hold On”, ce conține cântece alese din genurile muzicale Rhytm and Blues, Funk și Rock and Roll, începând cu anii '50, reorchestrate, rearanjate cu o execuție și un sunet modern.
„Niciodată nu mi-am dorit să fiu instrumentist virtuos, în schimb îmi doream să pot fi recunoscut ca având un stil și o amprentă muzicală proprie, lucru ce mai târziu a fost benefic și în compozițiile mele.”—Adi Bărar

## Discografie

### Albume
- Cargo - Ana - 1990 (maxi single)
- Cargo - Povestiri din gară – 1992
- Cargo - Destin – 1995
- Cargo - Colinde și obiceiuri de iarnă – 1996, relansat în 1999 cu corala Teofora
- Cargo - Ziua Vrăjitoarelor – 1998
- Cargo - Colinde – 2000
- Cargo - Spiritus Sanctus – 2003
- Cargo - XXII – 2007
- Adi Bărar Band - Hold On - 2017

### Singles și altele
- Cargo - 1989 – 1989
- Cargo - Brigadierii – 1989
- Cargo - Buletin de știri – 1989
- Cargo - Doi prieteni/Ana – 1990
- Cargo - Capra/Lui – 1995
- Cargo - Clasa muncitoare & Batacanda – 1996
- Cargo - Steaua & Urare/Bucuria Crăciunului – 1997
- Cargo - Cântecul Paștelui – 1998, video
- Cargo - Călare pe motoare
- Cargo - Bagă-ți mințile-n cap – maxi-single – 2000
- Cargo - Mama (Mother) – 2000, video
- Cargo - Cargo Box Set – include albumele Povestiri din gară, Destin și Ziua Vrăjitoarelor
- Cargo - Dacă ploaia s-ar opri – 2003, video
- Cargo - Nu pot trăi fără tine – 2004, video
- Cargo - Ca o stea – 2007, video
- Cargo - Nu mă lăsa să-mi fie dor - 2013, video